# 维勒罗 (卢瓦雷省)
维勒罗（法語：Villereau，法語發音：[vilʁo]）是法国卢瓦雷省的一个市镇，位于该省中部偏西北，属于皮蒂维耶区。

## 地理
维勒罗（48°4'9"N, 1°59'18"E）面积9.12 平方千米，位于法国中央-卢瓦尔河谷大区卢瓦雷省，该省份为法国中北部省份，北起埃松省，西北接厄尔-卢瓦省，西南接卢瓦-谢尔省，南至涅夫勒省和谢尔省，东临约讷省，东北接塞纳-马恩省。
与维勒罗接壤的市镇（或旧市镇、城区）包括：阿谢尔勒马谢、布日莱讷维尔、讷维尔欧布瓦、圣利耶拉福雷、特里奈。

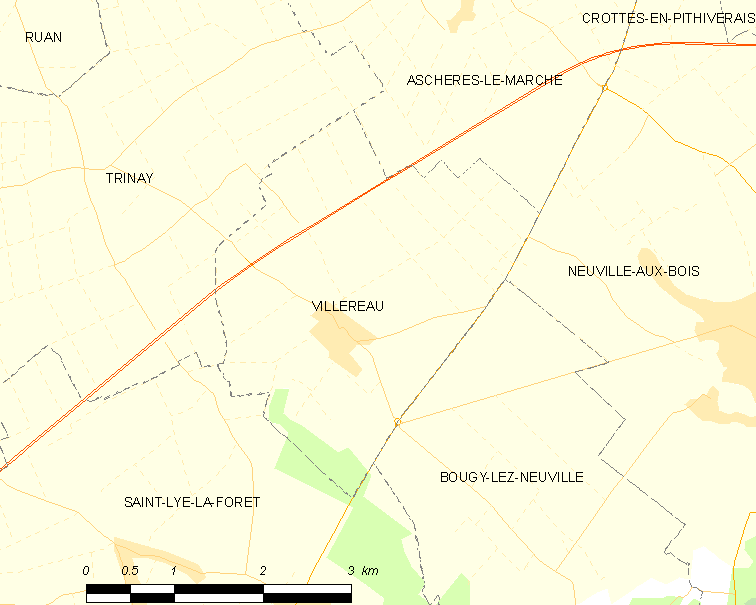
的OSM定位图

维勒罗的时区为UTC+01:00、UTC+02:00（夏令时）。

## 行政
维勒罗的邮政编码为45170，INSEE市镇编码为45342。

## 政治
维勒罗所属的省级选区为皮蒂维耶县。

## 人口

1962-2008年间人口变化图示

维勒罗于2022年1月1日时的人口数量为401人。